# Эмирейтс (станция метро, Дубай)
Эмирейтс (араб. طيران الإمارات‎) — это станция метро на Красной линии Дубайского метрополитена в Дубае . Она расположен близко к международному аэропорту Дубая. Станция соединена со входом в штаб-квартиру The Emirates Group. 

## История
Станция была открыта 30 апреля 2010 года.
В 2011 году через эту станцию проехало 1 424 293 человека.

## Планировка станции
Станция Эмирейтс имеет две боковые платформы и два пути.